# Lägertjärnen
Lägertjärnen är en sjö i Åre kommun i Jämtland och ingår i Indalsälvens huvudavrinningsområde. Sjön har en area på 0,0948 kvadratkilometer och ligger 829,1 meter över havet.

## Delavrinningsområde
Lägertjärnen ingår i det delavrinningsområde (700053-137733) som SMHI kallar för Utloppet av Anasjön. Medelhöjden är 814 meter över havet och ytan är 12,47 kvadratkilometer. Det finns inga avrinningsområden uppströms utan avrinningsområdet är högsta punkten. Vattendraget som avvattnar avrinningsområdet har biflödesordning 3, vilket innebär att vattnet flödar genom totalt 3 vattendrag innan det når havet efter 342 kilometer. Avrinningsområdet består mestadels av skog (60 procent) och sankmarker (13 procent). Avrinningsområdet har 2,11 kvadratkilometer vattenytor vilket ger det en sjöprocent på 16,9 procent.